# Porte de Saint-Ouen (Métro Paris)

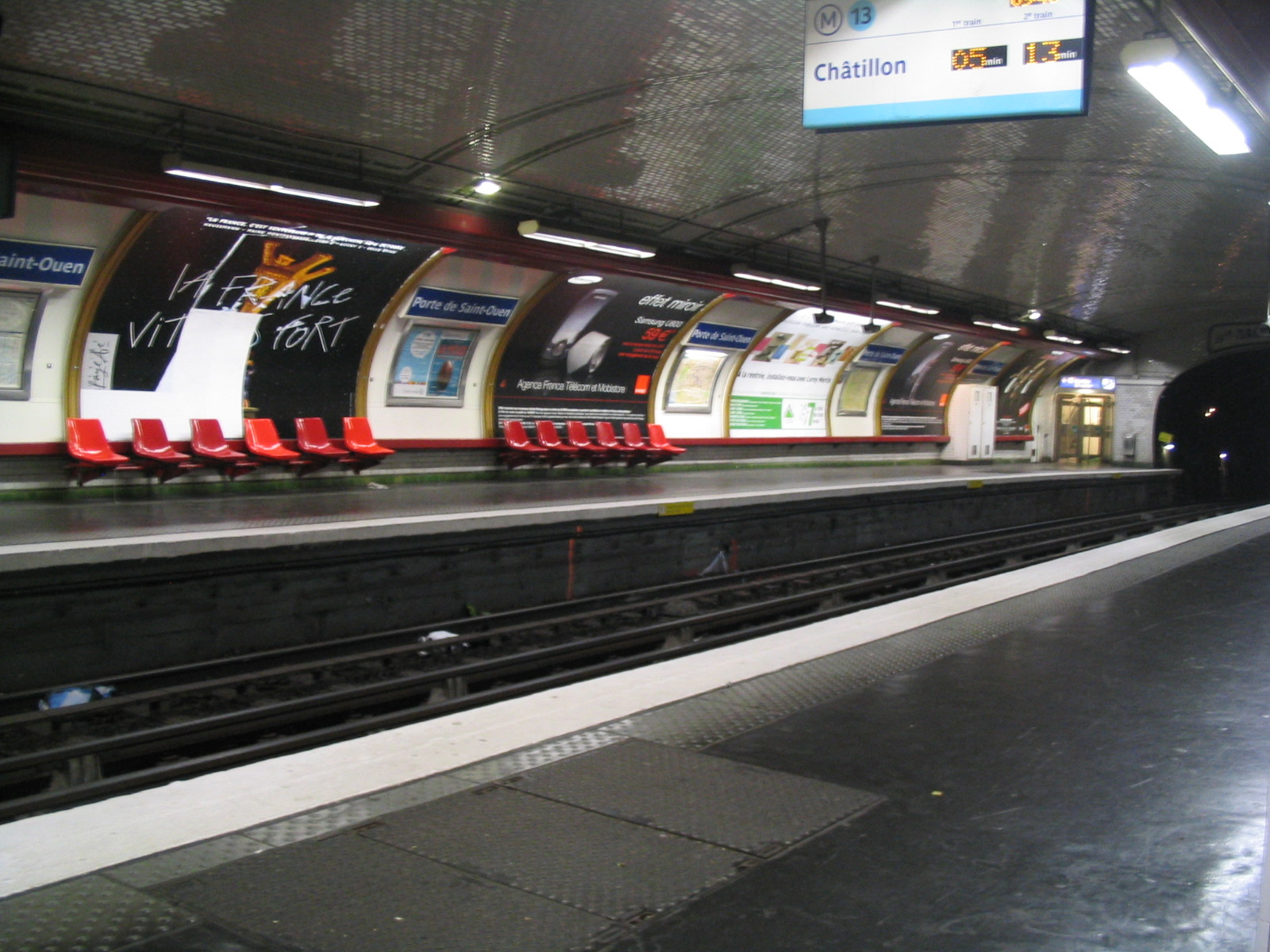
Station Porte de Saint-Ouen mit verkleideten Seitenwänden (2007)

Der U-Bahnhof Porte de Saint-Ouen ist eine unterirdische Station der Linie 13 der Pariser Métro.

## Lage
Die Station befindet sich an der Grenze des Quartier des Épinettes des 17. Arrondissements mit dem Quartier des Grandes-Carrières des 18. Arrondissements von Paris. Sie liegt am Ostast der Linie 13 längs unter der Avenue de Saint-Ouen vor deren Kreuzung mit dem Straßenzug Boulevard Bessières–Boulevard Ney (Abschnitt der Boulevards des Maréchaux).

## Name
Namengebend ist die Porte de Saint-Ouen. Durch das ehemalige Tor in der Thiersschen Stadtbefestigung führte die Straße von Paris in den nördlich der Stadt gelegenen Vorort Saint-Ouen, dessen Name sich auf den Heiligen Ouen (lateinisch Audoenus) (609–683), Bischof von Rouen, zurückführen lässt.

## Geschichte und Beschreibung

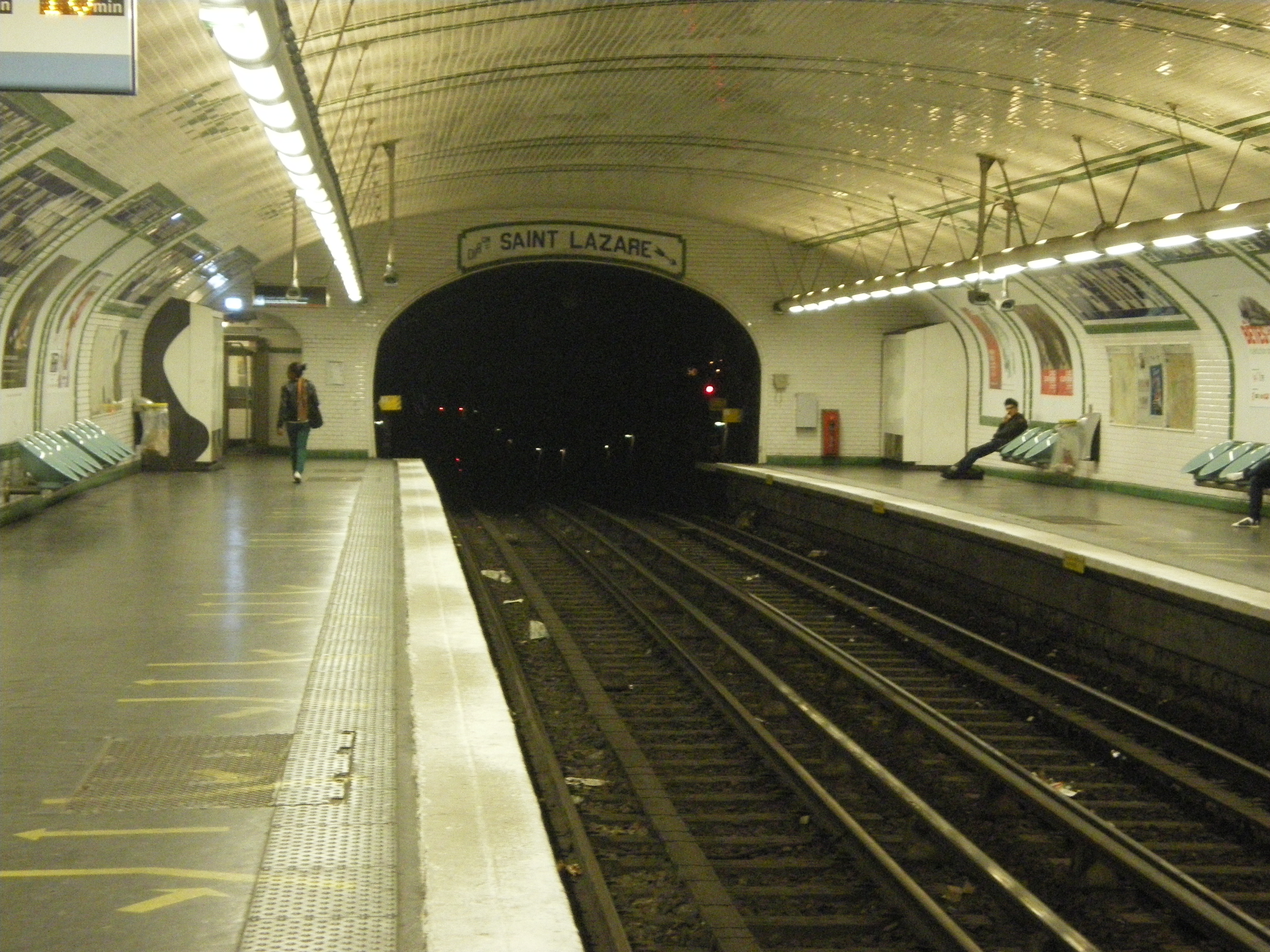
Südlicher Tunnelmund

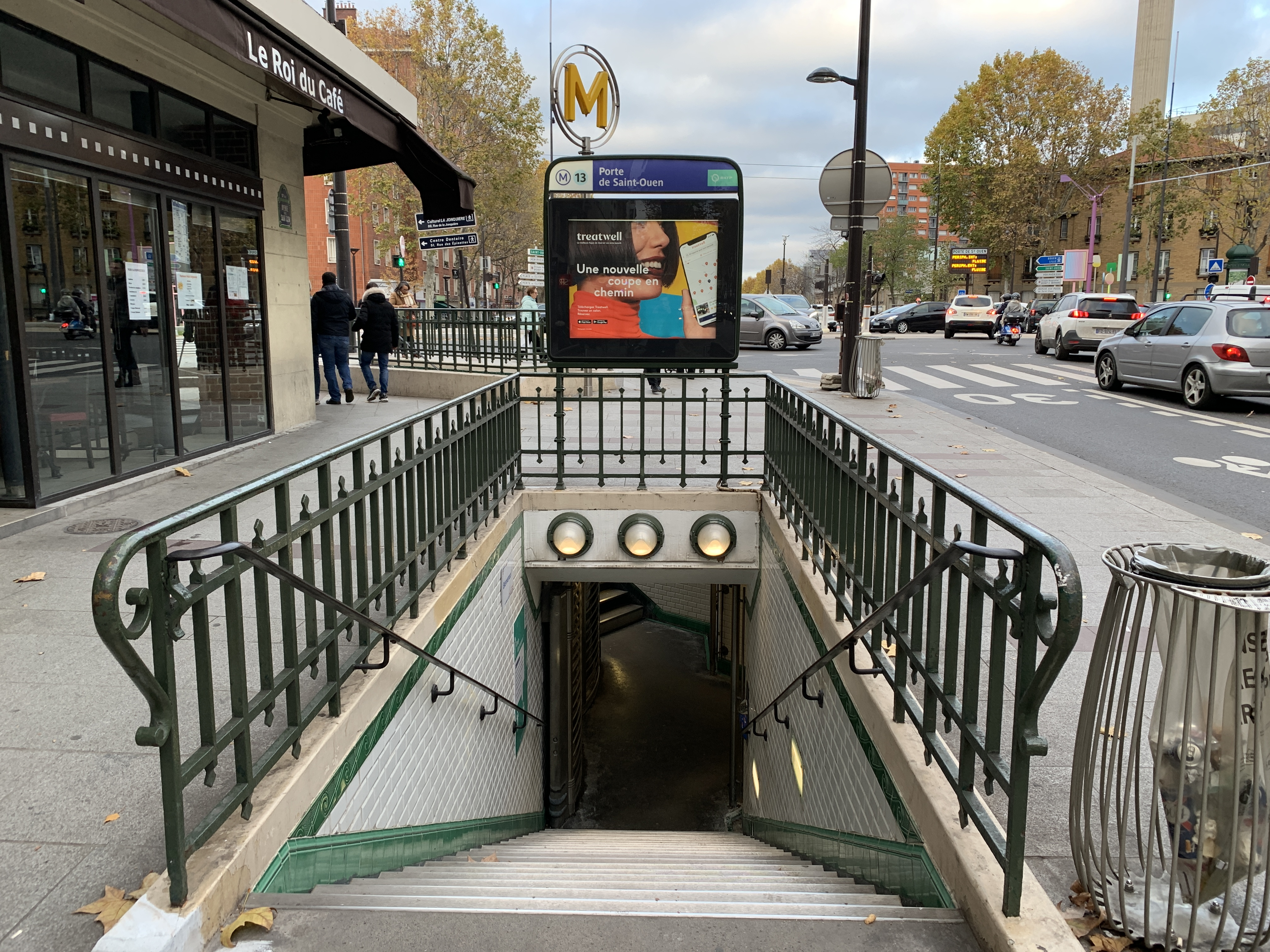
Zugänge an der linken Straßenseite der Avenue de Saint-Ouen

Der U-Bahnhof wurde als Station der Linie B der Société du chemin de fer électrique souterrain Nord-Sud de Paris (Nord-Sud) am 26. Februar 1911 eröffnet. Deren erster Abschnitt führte von der Station Saint-Lazare am gleichnamigen Fernbahnhof über fünf Zwischenstationen zum Endbahnhof Porte de Saint-Ouen.  Mit der Übernahme der Nord-Sud durch die Compagnie du chemin de fer métropolitain de Paris (CMP) wurde die Linie B 1930 zur Linie 13. Bis zum 30. Juni 1952 war Porte de Saint-Ouen Endstation des Nordost-Zweigs der Linie.
Die Halle weist einen elliptischen Querschnitt auf, ihre Decken und Wände sind weiß gefliest. Gegenüber den Stationen der konkurrierenden CMP wurde sie optisch aufwendiger gestaltet; wegen der bei der Nord-Sud installierten Oberleitung ist sie zudem geringfügig höher, und die Seitenwände folgen im unteren Bereich nicht wie bei den Stationen der CMP der Krümmung der Ellipse. Über dem südlichen Tunnelmund ist der Name der ursprünglich anderen Endstation Saint-Lazare angebracht. An den beiden Streckengleisen liegen Seitenbahnsteige von jeweils 75 m Länge. Die in den 1950er Jahren an den Seitenwänden angebrachte Metallverkleidung wurde 2009 entfernt und das originale Aussehen der Halle weitgehend wiederhergestellt.
Der U-Bahnhof hat zwei Zugänge mit je zwei nahe beieinander liegenden Treppen, die zu seinem Nordkopf führen. Sie befinden sich beidseitig der Avenue de Saint-Ouen an deren Einmündung in die Boulevards des Maréchaux und sind durch Pfosten markiert, die ein gelbes „M“ in einem Doppelkreis tragen. In deren unmittelbarer Nähe befindet sich eine Haltestelle der Straßenbahnlinie 3b. Am südlichen Stationsende existiert ein zusätzlicher Ausgang mit einer Rolltreppe.
Die beiden ehemaligen mittleren Wendegleise nördlich der Station wurden nach der Verlängerung der Linie bis Carrefour Pleyel im Juni 1952 zu Durchgangsgleisen. Beiderseits dieser Streckengleise, die durch einen einfachen Gleiswechsel miteinander verbunden sind, ist je ein Abstellgleis erhalten.

## Fahrzeuge
Auf der Linie 13 liefen zunächst Fahrzeuge der Bauart Sprague-Thomson mit Modifikationen gemäß den Vorgaben der Betreibergesellschaft Nord-Sud. Ab Februar 1952 wurden sie durch die Baureihe MA ersetzt, jene ab 1975 wiederum durch die Baureihe MF 67. 1978 erhielt die Linie als erste im Netz die neuen Züge der Baureihe MF 77, die seitdem als einziger Fahrzeugtyp dort verkehrt.